# حبيل البيضاء (القبيطة)

تعديل مصدري - تعديل

حبيل البيضاء هي إحدى قرى عزلة كرش بمديرية القبيطة التابعة لمحافظة لحج، بلغ تعداد سكانها 33 نسمة حسب تعداد اليمن لعام 2004.